# 大中 (唐朝)
大中（847年正月—860年十一月）是唐宣宗李忱的年號，共计14年。
大中十三年八月唐懿宗李漼即位沿用。

## 改元
- 會昌七年——正月十七日，改元大中元年。[2][3][4]
- 大中十三年——八月七日，唐宣宗崩；十三日，唐懿宗繼位。[5][6]
- 大中十四年——十一月二日，改元咸通元年。[5][6][7]

## 出生
- 大中元年
  - 王建
- 大中五年
  - 楊行密
  - 錢鏐
  - 馬殷
- 大中六年
  - 朱溫
- 大中十年
  - 李克用

## 逝世
- 大中十二年
  - 李商隱
- 大中十三年
  - 唐宣宗李忱

## 紀年
| 大中 | 元年   | 二年   | 三年   | 四年   | 五年  | 六年  | 七年  | 八年  | 九年  | 十年  |
| ---- | ------ | ------ | ------ | ------ | ----- | ----- | ----- | ----- | ----- | ----- |
| 公元 | 847年  | 848年  | 849年  | 850年  | 851年 | 852年 | 853年 | 854年 | 855年 | 856年 |
| 干支 | 丁卯   | 戊辰   | 己巳   | 庚午   | 辛未  | 壬申  | 癸酉  | 甲戌  | 乙亥  | 丙子  |
| 大中 | 十一年 | 十二年 | 十三年 | 十四年 |       |       |       |       |       |       |
| 公元 | 857年  | 858年  | 859年  | 860年  |       |       |       |       |       |       |
| 干支 | 丁丑   | 戊寅   | 己卯   | 庚辰   |       |       |       |       |       |       |

## 同期存在的其他政权年号
- 中國
  - 羅平（860年）：唐朝時期領袖裘甫之年號
  - 咸和（831年－857年）：渤海—渤海宣王大彝震之年號
  - 天啓（840年－859年）：南詔—勸豐祐之年號
  - 建極（860年－877年）：南詔—世隆之年號
- 日本
  - 承和（834年－848年）：平安時代—仁明天皇之年號
  - 嘉祥（848年－851年）：平安時代—仁明天皇、文德天皇之年號
  - 仁壽（851年－854年）：平安時代—仁明天皇、文德天皇之年號
  - 齊衡（854年－857年）：平安時代—文德天皇之年號
  - 天安（857年－859年）：平安時代—文德天皇、清和天皇之年號
  - 貞觀（859年－877年）：平安時代—清和天皇、陽成天皇之年號

## 參看
- 大中之治
- 中國年號索引
- 其他使用大中年號的政權